# جاك هاردي
جاك هاردي هو سياسي كندي، ولد في 1 نوفمبر 1924، وتوفي في 22 أغسطس 2006.